# Suuri Kurjärvi
Suuri Kurjärvi eller Suuri Kuurijärvi är en sjö i Finland. Den ligger i kommunen Joutsa i landskapet Mellersta Finland, i den södra delen av landet, 190 km norr om huvudstaden Helsingfors. Suuri Kurjärvi ligger 99,3 meter över havet. Arean är 2,05 kvadratkilometer och strandlinjen är 12,25 kilometer lång. Sjön  ingår i Kymmene älvs huvudavrinningsområde. 